# Hygrotus decoratus
Hygrotus decoratus es una especie de escarabajo del género Hygrotus, familia Dytiscidae. Fue descrita científicamente por Gyllenhal en 1810.

## Distribución geográfica
Habita en Europa y norte de Asia (excepto China).